# Со (род)
Род Со (яп. 宗氏 Со-си) — японский самурайский род, который вел своё происхождение от Тайры Томомори (1152—1185). Клан Со управлял островом Цусима с XIII по конец XIX века (с периода Камакура до конца периода Эдо).
В 1587 году японский правитель Тоётоми Хидэёси подтвердил за кланом Со владением островом Цусима. В междоусобной борьбе за власть, последовавшей после смерти Хидэёси, клан Со перешел на стороны Токугава, но даймё из клана Со не участвовали в решающих сражениях, которые предшествовали созданию сёгуната Токугава. Потомки тодзама-даймё Со Ёситоси (1568—1615) управляли княжеством Цусима-ханом (100 000 коку) на острове Цусима до ликвидации княжеств в Японии. В 1884 году главы рода Со получили титул графа в системе кадзоку.

## История
Историки считают клан Со ветвью клана Корэмунэ (惟宗氏), члены которого являлись местными чиновникам из администрации Дадзайфу в провинции Цусима. Первые ранние сведения о клане Со относятся к XI веку . Клан Корэмунэ стали назначаться губернаторами Цусимы после инцидента 1246 года, когда клан Абиру, местные чиновники на Цусиме, подняли восстание против администрации Дадзайфу, которая управляла островом Кюсю и прилегающими островами от имени сёгуната Камакура. По распоряжению Дадзайфу Корэмунэ Сигэхиса подавил мятеж клана Абиру. В награду за свою победу над мятежниками он получил должность дзито (земельного главы) от клана Сёни, губернаторов Цусимы.
Клан Корэмунэ распространил своё влияние на Цусиме в течение периода Камакура в качестве представителей клана Сёни. В 1274 году во время монгольского нападения на Японию глава клана Со Сукэкуни сражался против захватчиков и погиб на Цусиме. В период Намбокутё (1336—1392) клан Со сражался за кланы Сёни и Асикага против Северного Двора и захватили часть провинции Тикудзэн. Имагава Садаё в 1370 году был назначен главой администрации Дадзайфу. Он подчинил остров центральным властям и стал сюго (губернатором) Цусимы. В 1395 году, когда Имагава Садаё был уволен со своего поста, а новым сюго Цусимы стал Со Сумисигэ.
Клан Со занимал наследственный пост сюго Цусимы и до конца XV века оставался вассалом клана Сёни. Члены клана Со перенесли свою ставку с Северного Кюсю на Цусиму около 1408 года. Хотя клан Со изо всех сил пытался сохранить свою власть в провинции Тикудзэн на острове Кюсю, в середине XV века эта провинция была захвачена кланом Оути.
С 1430-х по 1550-е годы клан Со стремился к независимости, нацеленный на получение реального контроля над Цусимой и установления дружеских отношений с королевством Чосон. Клан Сёни при поддержке клана Со вел борьбу против рода Оути. Со Садамори и его младший брат Со Морикуни помогли клану Сёни одержать победу над Оути. При этом клан Со углубил свои клановые отношения с торговцами из Хатаки, одного из крупных портов Кюсю.
Обосновавшись на Цусиме, клан Со установил торговые связи с Кореей. В 1443 году даймё Цусимы Со Садамори заключил договор годов кехэ с Кореей. Клан Со монополизировал торговлю с Кореей. Главы рода Со вынуждены были значительно сократить число пиратских нападений на Корею, а взамен получили монополию на торговлю с королевством Чосон.
В период Сэнгоку (1467—1600) лидеры клана Со вместе с кланом Сёни вели военные действия против рода Оути, а позднее кланов Мори и Отомо. После падения клана Сёни в 1559 году и захвата его владений Рюдзодзи Таканобу клан Со перестал иметь территориальные претензии на острове Кюсю.
В 1547 году между Японием и корейской династией Чосон был заключен договор Тэмбун. Клан Со мог отправлять в корейский порт Пусан до двадцати судов в год.
В 1587 году клан Со признал верховную власть японского диктатора Тоётоми Хидэёси. В 1592—1598 годах даймё Цусимы участвовал в японских вторжениях в Корею.
В 1600 году клан Со, несмотря на поддержку Токугава Иэясу, не участвовал в битве при Сэкигахаре. После установления сёгуната Токугава клан Со получил статус тодзама-даймё и право управлять островом Цусима и областью вокруг Тасиро в провинции Хидзэн. Рисовый доход Цусима-хана был установлен в 100 000 коку за дипломатическое и экономическое значение, хотя реальный доход княжества составлял 30 000 коку в год. По поручению сёгуната Токугава даймё Цусимы из клана Со вели дипломатические переговоры и торговые отношения с корейской династией Чосон.
После ликвидации ханов и основания префектур в 1871 году последний даймё Цусимы Со Сигэмаса (Ёсиаки), был назначен губернатором префектуры Идзухара.

## Главы клана Со
- Со Сигэхиса (重尚)(1245—1262), первый губернатор (сюго) острова Цусима
- Со Сикэкуни (助國) (1262—1274), участник отражения монгольского вторжения в 1274 году
- Со Мориакира (盛明) (1274—1302)
- Со Морикуни (盛國) (1302—1349)
- Со Цунэсигэ (經茂) (1349—1366)
- Со Сумисигэ (澄茂) (1366—1370)
- Со Ёрисигэ (頼茂) (1370—1402)
- Со Садасигэ (貞茂) (1402—1419)
- Со Садамори (貞盛) (1419—1452)
- Со Сигэмото (成職) (1452—1468)
- Со Садакуни (貞國) (1468—1492)
- Со Кимори (材盛) (1492—1505)
- Со Ёсимори (義盛) (1505—1520)
- Со Моринага (盛長) (1520—1526)
- Со Масамори (将盛) (1526—1539)
- Со Харуясу (晴康) (1539—1553)
- Со Ёсисигэ (義調) (1553—1566)
- Со Сигэхиса (茂尚) (1566—1569)
- Со Ёсидзуми (義純) (1569—1579)
- Со Тэрукагэ (昭景)(1579—1589), вассал Тоётоми Хидэёси с 1587 года
- Со Ёсисигэ (義調) (1589—1592), приёмный отец Ёситоси
- Со Еситоси (義智) (1592—1615), пятый сын Со Масамори, участник Имдинской войны с Кореей
- Со Ёсинари (義成) (1615—1657), сын предыдущего
- Со Ёсидзанэ (義真) (1657—1692), старший сын предыдущего
- Со Ёсицугу (義倫) (1692—1694), старший сын предыдущего
- Со Ёсимити (義方) (1694—1718), младший сын предыдущего
- Со Ёсинобу (義誠) (1718—1730), младший брат предыдущего
- Со Митихиро (方熙) (1730—1732), младший брат предыдущего
- Со Ёсиюки (義如) (1732—1752), старший сын Со Ёсинобу
- Со Ёсисигэ (義蕃) (1752—1762), младший брат предыдущего
- Со Есинага (義暢) (1762—1778), сын предыдущего
- Со Ёсикацу (義功) (1778—1785), старший сын предыдущего
- Со Ёсикацу (義功) (1785—1812), старший сын предыдущего
- Со Ёситада (義質) (1812—1838), второй сын Со Ёсикацу
- Со Ёсихиа (義章) (1838—1842), старший сын предыдущего
- Со Ёсинори (義和) (1842—1862), второй сын Со Ёситады
- Со Ёсиаки (義達) (1862—1872), третий сын предыдущего
- Со Сигэмоти (重望) (1872—1923), старший сын предыдущего, получил титул графа
- Со Такэюки (武志) (1923—1985), усыновлен предыдущим из клана Курода, был женат на корейской принцессе Докхэ
- Со Тацухито (立人) (1985 — настоящее время), нынешний 38-й глава клана, сын предыдущего от второго брака.